# Astigmaton ichneumonoides
Astigmaton ichneumonoides là một loài tò vò trong họ Ichneumonidae.